# Boards of Canada

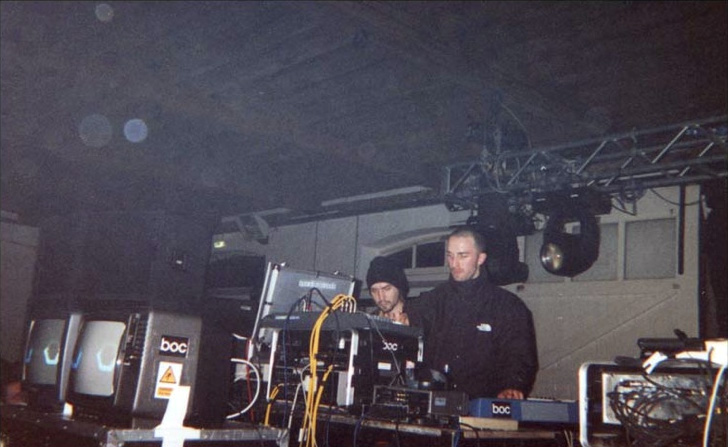
Marcus en Michael op The Incredible Warp Lighthouse Party in Londen op 14 oktober 2000

Boards of Canada (BoC) is een Schotse band die bestaat uit de broers Marcus Eoin (voluit Marcus Eoin Sandison, 21 juli 1971) en Michael Sandison (1 juni 1970). Ze produceren elektronische muziek met kenmerken van downtempo, ambient en IDM. Ze staan onder contract bij het Britse label Warp Records. De naam Boards of Canada is afgeleid van de National Film Board of Canada (NFB), een maatschappij die korte films en documentaires maakte. Tot 2005 hielden de twee voor de buitenwereld verborgen dat zij broers zijn, om vergelijkingen met het duo Orbital te vermijden. Marcus gebruikte hierbij zijn tweede naam Eoin als achternaam.

## Muziek

### Vroege jaren
De broers begonnen in de vroege jaren 80 samen met enkele vrienden met het maken van muziek. Ook maakten ze Super 8-video's waarvoor ze zelf de soundtrack componeerden. Enkele jaren later, vanaf 1987, vormden ze dan ook daadwerkelijk een band, die toen nog muziek produceerde die meer tegen de traditionele genres aanleunde. In 1989 slankte de groep af tot Marcus Eoin, Michael Sandison en Christopher Horne (heden ook bekend onder de noemer Christ.). Laatstgenoemde verliet de groep omstreeks 1995.
Uit deze tijd stamt ook een reeks albums, al is het merendeel van dit werk binnen vrienden en familie van de band gebleven. Enkel A Few Old Tunes, Old Tunes Volume 1 en Old Tunes Volume 2 zijn gelekt via verscheidene p2p-netwerken.

### Vanaf 1995
De eerste officiële uitgave van Boards of Canada was een ep, Twoism, die op het eigen label Music70 werd uitgebracht in 1995. Aangezien de broers dit zelf moesten financieren, werd er maar een beperkt aantal verspreid onder het publiek. Hierna werden ze opgemerkt door het label Skam Records, dat ook Autechre in zijn rangen had. Sean Booth van Autechre beval de twee broers bij het label aan. In 1996 werd op Skam Records de ep Hi Scores uitgebracht; deze ep wordt beschouwd als het eerste publieke werk van Boards of Canada. Naast Boards of Canada richtten de twee het project Hell Interface op. Onder deze naam verschenen enkele nummers, inclusief remixen van oude discohits van Colonel Abrams en Midnight Star.
In februari 1998 werd Boards of Canada gecontracteerd door het Britse label Warp Records. In april van dat jaar kwam de doorbraak voor de broers met het uitbrengen van Music Has the Right to Children. Dit was het eerste officiële studioalbum van de band, en het album werd door zowel het publiek als de critici buitengewoon goed ontvangen. Zo behaalde het onder meer een maximumscore in het Amerikaanse online muziektijdschrift Pitchfork. In 2000 werd er een nieuwe ep uitgebracht, In a Beautiful Place Out in the Country. Op deze ep werd een toespeling gemaakt op de Branch Davidians, een sekte die onder leiding stond van David Koresh.
In 2002 kwam er met Geogaddi een nieuw studioalbum uit. Dit album betekende een stijlbreuk met het voorgaande werk. Waar de vorige platen een voornamelijk warm, nostalgisch geluid hadden, bracht Geogaddi een meer duister geluid, waarin hier en daar satanische invloeden te bespeuren waren. Niettemin werd ook dit album zeer positief onthaald door pers en publiek. Aan het einde van 2002 werd de ep Twoism algemeen uitgebracht op Warp Records.
Na drie jaar stilte bracht Boards of Canada in 2005 het album The Campfire Headphase uit. Met het zeer organische geluid van dit album keerden de broers terug naar hun wortels. Op dit album kregen ook voor het eerst gitaren een prominente rol. In 2006 werd met de ep Trans Canada Highway het voorlopig laatste werk uitgebracht. In 2013 maakte Boards of Canada een comeback met het album Tomorrow's Harvest, dat in vergelijking met de voorgaande albums een wat filmischer, statiger geluid liet horen.

## Invloeden en stijlen
De broers Sandison zijn in hun jeugdjaren erg beïnvloed geweest door de Noord-Amerikaanse tv-cultuur van eind jaren 70, zoals The Six Million Dollar Man en Sesamstraat. Een groot aantal samples uit deze programma's is terug te vinden in hun muziek. Ook de documentaires van de NFB hebben een belangrijke invloed gehad, met name doordat de kwaliteit van de beelden en muziek niet optimaal was, een eigenschap die vaak te horen is op de albums van Boards of Canada. Naast dit 'kapot geluid' staan de broers er ook om bekend veel nostalgie en warmte te verwerken in hun muziek.
Een ander patroon dat veelvuldig terugkeert, zijn de subliminale boodschappen die verwerkt zijn in de muziek. Hierin zijn onder meer verwijzingen te horen naar de Branch Davidians, natuurkundige regels en zelfs naar de duivel. Dit is een bron van kritiek geweest, aangezien hen verweten werd dat ze hun luisteraars probeerden te hersenspoelen. Desondanks hebben de bandleden altijd ontkend aanhangers van het satanisme te zijn.

## Discografie

### Studioalbums
- Music Has the Right to Children (1998)
- Geogaddi (2002)
- The Campfire Headphase (2005)
- Tomorrow's Harvest (2013)

### Ep's
- Twoism (1995)
- Hi Scores (1996)
- Aquarius (1998)
- Telephasic Workshop (1998)
- Peel Session TX 21/07/1998 (1998)
- In a Beautiful Place Out in the Country (2000)
- Trans Canada Highway (2006)

### Vroeger werk / gelimiteerde oplagen
- Catalogue 3 (1987)
- Acid Memories (1989)
- Closes Vol. 1 (1992)
- Play by Numbers (1994)
- Hooper Bay (1994)
- Boc Maxima (1996)
- A Few Old Tunes (1991-1995)
- Old Tunes Vol.1
- Old Tunes Vol.2